# 勒佩阿日德鲁西永
勒佩阿日德鲁西永（法語：Le Péage-de-Roussillon，法語發音：[lə pe.aʒ də ʁusijɔ̃]）是法国伊泽尔省的一个市镇，位于该省西部，罗讷河左岸，巴黎－马赛铁路经过境内并设站，属于维埃纳区。

## 地名
该地地名“Le Péage-de-Roussillon”意为“鲁西永之关”，因历史上地处临近城镇鲁西永的入口而得名。

## 地理
勒佩阿日德鲁西永（45°22'23"N, 4°47'51"E）面积7.41 平方千米，位于法国奥弗涅-罗讷-阿尔卑斯大区伊泽尔省，该省份为法国东南部内陆省份，北起顺时针与安省、萨瓦省、上阿尔卑斯省、德龙省、阿尔代什省、卢瓦尔省和罗讷省。
与勒佩阿日德鲁西永接壤的市镇（或旧市镇、城区）包括：利莫尼、圣莫里斯莱克西勒、萨讷河畔萨莱斯、鲁西永、圣皮埃尔德伯夫。

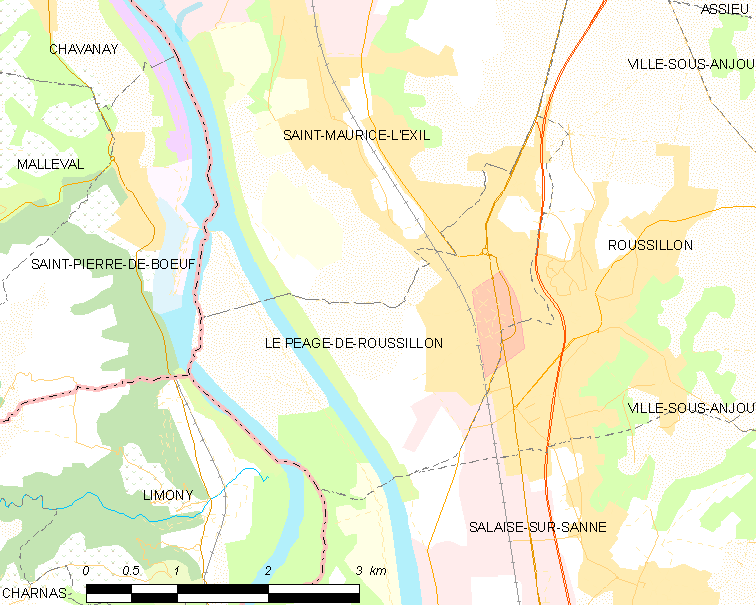
勒佩阿日德鲁西永的OSM定位图

勒佩阿日德鲁西永的时区为UTC+01:00、UTC+02:00（夏令时）。

## 行政
勒佩阿日德鲁西永的邮政编码为38550，INSEE市镇编码为38298。

## 政治
勒佩阿日德鲁西永所属的省级选区为鲁西永县。

## 人口

1962-2008年间勒佩阿日德鲁西永人口变化图示

勒佩阿日德鲁西永于2022年1月1日时的人口数量为6587人。